# Fatal Fury Special
Fatal Fury Special é um jogo eletrônico produzido pela SNK. É o primeiro título não-canônico da série e foi o mais vendido da antiga SNK. Foi lançado em 1993. O jogo é uma versão turbinada de Fatal Fury 2, trazendo de volta três personagens de Fatal Fury: King of Fighters e contando com a participação de Ryo Sakazaki, da série Art of Fighting, totalizando 16 personagens.

## Personagens
- Terry Bogard
- Andy Bogard
- Joe Higashi
- Mai Shiranui
- Kim Kaphwan
- Big Bear
- Cheng Sinzan
- Jubei Yamada
- Duck King
- Tung Fu Rue
- Billy Kane
- Axel Hawk
- Laurence Blood
- Wolfgang Krauser
- Geese Howard
- Ryo Sakazaki (personagem secreto)